# Cantone di Charlieu
Il Cantone di Charlieu è una divisione amministrativa dell'arrondissement di Roanne.
A seguito della riforma approvata con decreto del 26 febbraio 2014, che ha avuto attuazione dopo le elezioni dipartimentali del 2015, è passato da 14 a 31 comuni.

## Composizione
I 14 comuni facenti parte prima della riforma del 2014 erano:
- Boyer
- Chandon
- Charlieu
- Jarnosse
- Maizilly
- Mars
- Nandax
- Pouilly-sous-Charlieu
- Saint-Denis-de-Cabanne
- Saint-Hilaire-sous-Charlieu
- Saint-Nizier-sous-Charlieu
- Saint-Pierre-la-Noaille
- Villers
- Vougy

Dal 2015 i comuni appartenenti al cantone sono i seguenti 31:
- Arcinges
- Belleroche
- Belmont-de-la-Loire
- La Bénisson-Dieu
- Boyer
- Briennon
- Le Cergne
- Chandon
- Charlieu
- Combre
- Coutouvre
- Cuinzier
- Écoche
- La Gresle
- Jarnosse
- Maizilly
- Mars
- Montagny
- Nandax
- Pouilly-sous-Charlieu
- Pradines
- Régny
- Saint-Denis-de-Cabanne
- Saint-Germain-la-Montagne
- Saint-Hilaire-sous-Charlieu
- Saint-Nizier-sous-Charlieu
- Saint-Pierre-la-Noaille
- Saint-Victor-sur-Rhins
- Sevelinges
- Villers
- Vougy